# Julius Häner
Pour les articles homonymes, voir Häner.
Julius Häner né le 29 avril 2000, est un joueur allemand de hockey sur gazon. Il évolue au poste d'attaquant au Düsseldorfer HC et avec l'équipe nationale allemande.

## Carrière
Il a débuté en équipe première le 14 avril 2022 contre l'Inde à Bhubaneswar lors de la Ligue professionnelle 2021-2022.

## Palmarès
- : 2e à la Coupe du monde U21 en 2021